# Max Vangeli
Maksim Vangeli, plus connu sous le nom Max Vangeli est un DJ et producteur moldavo-américain né le 4 août 1985 et basé à San Francisco.
Il collabora à de nombreuses reprises avec le disc jockey suédois AN21 avec qui il sortira People of the Night, son premier album studio, le 3 septembre 2012.
People Of The Night (avec Tiësto et AN21) et Glow (avec AN21) figurent parmi ses plus grands succès, classés 11e et 15e du top 100 sur Beatport.
En janvier 2016, il lance son propre label, NoFace Records, sous-label appartenant au groupe Armada Music.

## Discographie[5]

### Albums
- 2012 : People Of The Night (avec AN21) [Size Records]

### Singles
- 2009 : Fender Bender [Stoney Boy Music]
- 2009 : Exit (avec Digital Lab, Sonic C) [Nervous Records]
- 2010 : Gama (avec AN21) [Size Records]
- 2010 : Swedish Beauty (avec AN21) [Refune Records]
- 2010 : Look Into Your Heart [U-Boot]
- 2010 : Let It Rain [PBR Recordings]
- 2012 : H8RS (avec Steve Angello, AN21) [Size Records]
- 2012 : People Of The Night (avec Tiësto et AN21) [Size Records]
- 2012 : Bombs Over Capitals (avec AN21) [Size Records]
- 2013 : Glow (avec AN21) [Size Records]
- 2014 : GRIM (avec Danny Ray) [Size Records]
- 2014 : Last Night Changed It All [Size Records]
- 2014 : DNCE (avec Adrein Mezsi) [Size Records]
- 2014 : Tonight (avec AN21) [Size Records]
- 2015 : You & Me [Size Records]
- 2016 : Shine [NoFace Records]
- 2016 : Blow This Club (avec Flatdisk) [NoFace Records]
- 2016 : Stay Out (feat. Connor Foley) [NoFace Records]
- 2016 : Feel The Music (avec De Kibo) [NoFace Records]
- 2016 : Why Do I (avec Mackenzie Thoms) [NoFace Records]
- 2017 : Top Of My Lungs (avec Databoy) [NoFace Records]
- 2017 : Save Myself (avec Adrian Delgado) [NoFace Records]
- 2017 : Roads EP [NoFace Records]
- 2017 : Heavy Love (avec Andrew Rayel feat. Kye Sones) [Armind]
- 2017 : Made For Lovin' You (avec Danny Ray) [NoFace Records]
- 2018 : Ground Shake (avec Drop Department) [NoFace Records]
- 2018 : Booty Shake (avec Timmy Trumpet) [Armada Music]
- 2018 : Just Freakin' [NoFace Records]
- 2019 : I Don't Wanna Say Goodbye (avec Spouss) [NoFace Records]
- 2019 : 4EVER (avec Blender) [NoFace Records]
- 2019 : Golden Rings (feat. Sergio Echenique & Snenie) [NoFace Records]
- 2019 : What's Love Got To Do With It (avec Agatha) [NoFace Records]
- 2020 : Phat Blunts (avec ZAK) [NoFace Records]
- 2020 : Love Ain't Enough (avec Dkuul) [NoFace Records]
- 2020 : Don't Let Me Go (avec Agatha) [NoFace Records]
- 2021 : Good Times Ahead [NoFace Records]
- 2021 : Half A World Away (avec Ampium) [NoFace Records]
- 2021 : AKAI (avec Spouss) [NoFace Records]
- 2021 : Drop That [NoFace Records]
- 2022 : Do U Want It (avec Orjan Nilsen) [In My Opinion]
- 2022 : Wish You Were Here (avec Michael Grald)

### Remixes
- 2009 : Mark Trophy - Whop! (Max Vangeli & Digital Lab Mix) [Brandnewvibe]
- 2009 : Renoa - Compile To Work (Max Vangeli Mix) [Brandnewvibe]
- 2009 : Steve Angello - Monday (AN21 & Max Vangeli Remix) [Size Records]
- 2009 : Late Night Alumni - Finally Found (Max Vangeli Extended Remix) [Ultra]
- 2010 : Cicada - One Beat Away (Max Vangeli Remix) [Critical Mass Recordings]
- 2010 : Jus Jack - That Sound (Max Vangeli & AN21 Extended Club Mix) [Moda]
- 2010 : Erick Morillo, Eddie Thoneick - Nothing Better (An21 & Max Vangeli Remix) [Subliminal]
- 2010 : Switchfoot - Always (Max Vangeli & AN21 Remix) [Neon Records]
- 2010 : Gorillaz - On Melancholy Hill (AN21 and Max Vangeli Mix) [Size Records]
- 2010 : Ellie Goulding - Starry Eyed (AN21 and Max Vangeli Remix) [Size Records]
- 2010 : Pendulum - The Island (Steve Angello, AN21, Max Vangelli Remix) [Size]
- 2011 : Swedish House Mafia - Save The World (AN21 & Max Vangeli Remix) [Virgin UK]
- 2021 : Submersive feat. Sarah de Warren - Nobody (Max Vangeli Sunset Remix) [NoFace Records]